# Organosulfat
Organosulfati so razred organskih spojin s skupno funkcionalno skupino in strukturo R-O-SO3−. SO4 je sulfatna skupina, R pa organski del. Vsi organosulfati so formalno estri, pridobljeni iz alkoholov in žveplove kisline, čeprav mnogi niso pripravljeni na ta način. Veliko sulfatnih estrov se uporablja v detergentih, nekateri pa so uporabni kot reagenti. Alkil sulfati so sestavljeni iz hidrofobne ogljikovodične verige, polarne sulfatne skupine (vsebujoče anion) in bodisi kationa bodisi amina za nevtralizacijo sulfatne skupine. Primeri vključujejo: natrijev lavrilsulfat in s tem povezane kalijeve in amonijeve soli.

## Uporaba
Alkil sulfate se navadno uporablja kot anionske površinsko aktivne snovi v tekočih milih, detergentih za čiščenje volne, čistil za površine, kot aktivne učinkovine v detergentih za pranje perila, šamponih in balzamih. Mogoče jih je najti tudi v drugih gospodinjskih izdelkih, kot so zobne paste, antacidi, kozmetika in hrana. Na splošno jih v izdelkih najdemo v koncentracijah, ki segajo 3–20 %. V ZDA je letu 2003 bilo porabljenih približno 118,000 ton alkil sulfatov.

## Sintetični organosulfati
Pogost primer je natrijev lavrilsulfat s formulo NaCH3(CH2)11OSO3. Prav tako pogosti so v izdelkih sulfatni estri etoksiliranih maščobnih alkoholov, kot so tisti, pridobljeni iz lavril alkohola. Primer je natrijev lavretsulfat, sestavina nekaterih kozmetičnih izdelkov.

### Priprava
Alkil sulfat lahko izdelamo iz alkoholov, ki pa se jih pridobiva s hidrogeniranjem živalskih ali rastlinskih olj in masti ali z uporabo Zieglerjevega procesa ali prek oksosinteze. Če so proizvedeni iz oleokemijske surovine ali s Zieglerjevim procesom, bo ogljikovodikova veriga alkohola linearna. Če so pridobljeni z uporabo oksosinteze, se pojavi rahla razvejanost, običajno z metilno ali etilno skupino na položaju C-2, ki vsebuje parno ali neparno število alkilnih verig. Ti alkoholi reagirajo s klorosulfonsko kislino:
ClSO3H + ROH → ROSO3H + HCl
Nekatere organosulfate lahko pripravimo z Elbsovo persulfatno oksidacijo fenolov in Boyland–Simsovo oksidacijo anilinov.

## Dialkil sulfati
Manj pogosta družina organosulfatov ima formulo R-O-SO2-O-R'. Pripravlja se jih iz žveplove kisline in alkohola. Glavna primera sta dietilsulfat in dimetilsulfat, brezbarvni tekočini, ki se ju uporablja kot reagenta v organski sintezi. Te spojine so potencialno nevarne alkilirajoče snovi. 

## Naravni sulfatni estri
Redukcija sulfata v naravi vključuje oblikovanje enega ali včasih dveh sulfatnih estrov, adenozin 5'-fosfosulfata (APS) in 3'-fosfoadenozin-5'-fosfosulfata (PAPS). Sulfat je inertni anion, zato ga narava aktivira z nastankom teh estrskih derivatov, ki so dovzetni za redukcijo do sulfita. Mnogi organizmi uporabljajo te reakcije v metabolične namene ali za biosintezo žveplovih spojin, potrebnih za življenje.

## Varnost
Ker se pogosto uporabljajo v komercialnih izdelkih, so varnostni vidiki organosulfatov močno raziskovani.

### Zdravje ljudi
Alkil sulfati se po zaužitju dobro absorbirajo in so metabolizirani v C3, C4 ali C5 sulfat in dodaten metabolit. Najbolj dražilen od alkil sulfatov je natrijev lavrilsulfat, s pragom draženja v koncentraciji 20 %. Površinsko aktivne snovi v izdelkih so običajno mešane, kar zmanjšuje verjetnost draženja. Po podatkih OECD TG 406 alkil sulfati v študijah na živalih niso pokazali, da bi naredili kožo občutljivejšo.
Laboratorijske študije niso odkrile, da bi alkil sulfati bili genotoksični, mutageni ali rakotvorni. Prav tako niso bili ugotovljeni dolgoročni učinki na razmnoževanje.

### Okolje
Primarno odstranjevanje alkil sulfatov iz komercialnih izdelkov poteka prek odpadnih vod. Koncentracija alkil sulfatov v iztoku čistilne naprave je bila izmerjena in znaša 10 μg/L in manj. Alkil sulfati se biorazgradijo enostavno. Ko so enkrat v čistilni napravi, so hitro odstranjeni z biorazgradnjo.
Ugotovljeno je bilo, da so na alkil sulfate najbolj občutljivi trofični organizmi nevretenčarji. Za natrijev lavrilsulfat, testiran na Uronema parduczi, praživali, je bilo ugotovljeno, da ima najmanjšo vrednost učinka z 20 h-EC5 vrednostjo 0,75 mg/L. Testi kronične izpostavljenosti z od C12 do C18 pri nevretenčarju Ceriodaphnia dubia so odkrili najvišjo strupenost s C14 (NOEC je bil 0,045 mg/L).
Glede toplotne stabilnosti se alkil sulfati razgradijo, preden dosežejo vrelišče zaradi nizkega parnega tlaka (za C8-18 znaša od 10–11 hPa ali 10–15 hPa). Talna sorpcijo je sorazmerna z dolžino ogljikove verige, pri čemer ima veriga z dolžino 14 in več C-atomov najvišjo sorpcijsko stopnjo. Talne koncentracije se razlikujejo 0,0035–0,21 mg/kg.